# 林彩新
林 彩新（りん さいしん、Lin Caixin、? - 1864年）は、太平天国の指導者の一人。天地会出身。
広東省出身。1854年に蜂起して韶州を包囲した。1855年、湖南省を経て江西省に入り、太平天国軍に加入し、翼王石達開の部下となった。1857年、石達開の天京離脱に従い、江西省・浙江省・福建省・湖南省・広西省を転戦した。1860年、譚星・陳栄・周春らとともに石達開軍を離脱した。広東省連州で天地会の鎮国公陳顕良・正元帥陳帯と連合し、広東省・江西省・福建省を転戦した。1861年、江西省で太平天国の侍王李世賢軍に出会い、李世賢に従って浙江省に入り、主将となった。1862年、天将に昇進し、列王に封じられた。1863年、常州に援軍に赴いた。1864年、江西省弋陽で戦死した。